# Југославија на Европским играма у дворани 1969.
Југославија је као домаћин учествовала на 4. Европским играма у дворани 1969. одржаним у Београду, 8. и 9. марта у Хали 1. Београдског сајма. 
На овом такмичењу Југославију је представљало 29. атлетичара (18. мушкараца и 11 жена) који су се такмичили у 22 дисциплине (13 мушких и 9 женских) . Најуспешнија учесница била је Верица Амбрози са освојене две бронзане медаље.
Са три освојене бронзане медаље Југославија је у укупном пласману поделила  13. место са Румунијом од 16 земаља које су на овом првенству освојиле медаље, односно 23 земље учеснице. У табели успешности према броју и пласману такмичара који су учествовали у финалним такмичењима (првих 8 такмичара) Југославија je са ... учесника у финалу заузела ... место са ... бодова, од 23 земље које су имале представнике у финалу. Једино Турска није имала прдставнике.
| Плас. | Земља | 1. место | 2. место | 3. место | 4. место | 5. место | 6. место | 7. место | 8. место | Бр. финал. - Бод. |
| ----- | ----- | -------- | -------- | -------- | -------- | -------- | -------- | -------- | -------- | ----------------- |
| 13. ? | СФРЈ  | 0        | 0        | 3—18     | 0        | 3—12     | 3—9      | 3—6      | 2—2      | 14—47             |

## Учесници
| Бр. | Дисциплина                     | Мушкарци | Жене | Укупно |
| --- | ------------------------------ | --- | --- | ------ |
| 1.  | 50 м                           | Ивица Караси, АК Партизан                                                                                         | Маријана Лубеј, АК Кладивар, Цеље Љиљана Петњарић, АК Славонија Осијек                                                                                  | 3      |
| 2.  | 400 м                          | Стјепан Крамер, АК Славонија Осијек                                                                               | Ика Маричић, АК Славонија Осијек | 2      |
| 3.  | 800 м                          | Јоже Међимурец, АК Партизан Радован Пипловић                                                                      | Мирјана Ковачев, АК Славонија Осијек | 3      |
| 4.  | 1.500 м                        | Иван Јокић, АК Партизан,                                                                                          | | 1      |
| 5.  | 3.000 м                        | Дане Корица, АК Црвена звезда Недо Фарчић, АК Партизан                                                            | | 2      |
| 6.  | 50 м препоне                   | Здравко Салингер, АК Славонија Осијек                                                                             | Маријана Лубеј*, АК Кладивар, Цеље Емина Пилав, АК Сарајево,                                                                                            | 3      |
| 7.  | Скок увис                      | Миодраг Тодосијевић, АК Црвена звезда Људевит Силађи, АК Војводина, Нови Сад                                      | Бреда Бабошек, АК ТАМ, Марибор | 3      |
| 8.  | Скок удаљ                      | Миљенко Рак, АК Славонија Осијек                                                                                  | Ђурђа Фочић, АК Младост, Загреб | 2      |
| 9.  | Троскок                        | Душан Кошутић, АК Партизан Београд                                                                                | | 1      |
| 10. | Бацање кугле                   | Иван Иванчић, АК Црвена звезда                                                                                    | Мирјана Боснић, АК Партизан Београд | 1      |
| 11. | Штафета 4 х 1 круг (жене)      | | Дарја Маролт, АК Кладивар Цеље Верица Амбрози, АК Пролетер Зрењанин Љиљана Петњарић*, АК Славонија Осијек Маријана Лубеј*, АК Кладивар, Цеље            | 4      |
| 12. | Штафета 4 х 2 круга (мушкарци) | Лучано Сушањ, АК Кварнер, Ријека Иштван Данко Миро Коцуван, АК Кладивар Цеље Стјепан Кремер,* АК Славонија Осијек | | 3      |
| 13. | Штафета 1+2+3+4 круга          | састав штафете непознат                                                                                           | Верица Амбрози*, АК Пролетер Зрењанин Ика Маричић*, АК Славонија Осијек, Мирјана Ковачев*, АК Славонија Осијек, Нинослава Тиквицки, АК Спартак Суботица | 4      |
| 14  | Штафета 3 х 1.000 м            | Радован Пипловић, Славко Копривица, Адам Ладик                                                                    | | 1      |
|     | Укупно (14)                    | 13 | 9 | 22     |

## Освајачи медаља
- (3)

1. Радован Пипловић, Славко Копривица и Адам Ладик — штафета 3 х 1.000 метара

2. Дарја Маролт,  Верица Амбрози, Љиљана Петњарић, АК Славонија и Маријана Лубеј* — штафета 4 х 1 круг

3. Верица Амбрози,  Ика Маричић, Мирјана Ковачев  и Нинослава Тиквицки* — штафета 1+2+3+4 круга

## Резултати

### Мушкарци
| Атлетичар                                              | Дисциплина            | Лични рекорд | Квалификације      | Квалификације      | Финале               | Финале       | Детаљи |
| Атлетичар                                              | Дисциплина            | Лични рекорд | Резултат           | Место              | Резултат             | Место        | Детаљи |
| ------------------------------------------------------ | --------------------- | ------------ | ------------------ | ------------------ | -------------------- | ------------ | ------ |
| Ивица Караси                                           | 50 м                  |              | 5,9                | 2 у гр. 4 КВ       | 5,9                  | 5./ 16       |        |
| Стјепан Крамер                                         | 400 м                 |              | 48,7               | 2 у гр. 3          | Није се квалификовао | 13./ 13 (14) |        |
| Јоже Међимурец                                         | 800 м                 |              | 1:51,1 ЛРС         | 2 у гр. 2 КВ       | 1:51,9               | 7. / 12      |        |
| Радован Пипловић                                       | 800 м                 |              | 1:54,2 ЛРд         | 5 у гр. 1          | Није се квалификовао | 11. / 12     |        |
| Игор Јокић                                             | 1.500 м               |              | 3:45.6 ЛРд         | 2 у гр. 2 КВ       | 1:51,4               | 5. / 9 (10)  |        |
| Дане Корица                                            | 3.000 м               |              |                    |                    | 8:04,4               | 6. / 11      |        |
| Недо Фарчић                                            | 3.000 м               |              | 8:12,2             | 11./ 11            |                      |              |        |
| Здравко Салингер                                       | 50 м препоне          |              | Дисквалификован    | Дисквалификован    | Није се квалификовао | БП           |        |
| Миограг Тодосијеви                                     | скок увис             |              |                    |                    | 2,05                 | 12./15 (16)  |        |
| Људевит Силађи                                         | скок увис             |              | 2,00 ЛРС. =ЛРд     | 14./15 (16)        |                      |              |        |
| Миљенко Рак                                            | скок удаљ             |              | 7,53               | 5./11              |                      |              |        |
| Душан Кошутић                                          | троскок               |              | 14,81 ЛРд          | 9./9               |                      |              |        |
| Иван Иванчић                                           | бацање кугле          |              | 17,53ЛРд           | 8./9               |                      |              |        |
| Лучано Сушањ Иштван Данко Миро Коцуван Стјепан Кремер* | штафета 4 х 2 круга   |              | 3:09,1             | 4./4               |                      |              |        |
| Састав штафете непознат                                | штафета 1+2+3+4 круга |              | Није заврпила трку | Није заврпила трку |                      |              |        |
| Радован Пипловић*, Славко Копривица, Адам Ладик        | Штафета 3 х 1.000 м   |              | 7:42,8             |                    |                      |              |        |

### Жене
| Атлетичарка                                                      | Дисциплина            | Лични рекорд | Квалификације | Квалификације | Финале                | Финале   | Детаљи |
| Атлетичарка                                                      | Дисциплина            | Лични рекорд | Резултат      | Место         | Резултат              | Место    | Детаљи |
| ---------------------------------------------------------------- | --------------------- | ------------ | ------------- | ------------- | --------------------- | -------- | ------ |
| Маријана Лубеј                                                   | 50 м                  |              | 6,7           | 4 у гр. 1     | Није се квалификовала | 11. / 15 |        |
| Љиљана Петњарић                                                  | 50 м                  |              | 6,7           | 4 у гр. 3     | Није се квалификовала | 12. / 15 |        |
| Ика Маричић                                                      | 400 м                 |              | 58,0          | 3 у гр. 2     | Није се квалификовала | 7. / 8   |        |
| Мирјана Ковачев                                                  | 800 м                 |              |               |               | 2:15,7                | 7. / 8   |        |
| Маријана Лубеј*                                                  | 50 м препоне          |              | 7,4           | 3 у гр. 3     | 7,6                   | 6. / 16  |        |
| Емина Пилав                                                      | 50 м препоне          |              | 7,5           | 4 у гр. 2     | Није се квалификовала | 11. / 16 |        |
| Бреда Бабошек                                                    | скок увис             |              |               |               | 1,73                  | 8. / 12  |        |
| Ђурђа Фочић                                                      | скок удаљ             |              | 5,75 ЛРд      | 9. / 11       |                       |          |        |
| Мирјана Боснић                                                   | скок увис             |              | 14,22 ЛРд     | 6. / 7        |                       |          |        |
| Дарја Маролт Верица Амбрози Љиљана Петњарић* Маријана Лубеј*,    | штафета 4 х 1 круг    |              | 1:36,9        |               |                       |          |        |
| Верица Амбрози* Ика Маричић* Мирјана Ковачев* Нинослава Тиквицки | штафета 1+2+3+4 круга |              | 5:05,9        |               |                       |          |        |